# Mururata
Mururata är ett berg i Bolivia.   Det ligger i departementet La Paz, i den centrala delen av landet, 400 km nordväst om huvudstaden Sucre. Toppen på Mururata är 5 871 meter över havet. Mururata ligger vid sjön Laguna Arkhata.
Terrängen runt Mururata är huvudsakligen bergig, men söderut är den kuperad. Runt Mururata är det glesbefolkat, med 11 invånare per kvadratkilometer.. Närmaste större samhälle är Palca, 15,4 km väster om Mururata. 
Omgivningarna runt Mururata är i huvudsak ett öppet busklandskap.